# Thư viện Điện tử tỉnh Hamgyong Bắc
Thư viện Điện tử tỉnh Hamgyong Bắc là thư viện công cộng tọa lạc ở Chongjin, tỉnh Hamgyong Bắc, Bắc Triều Tiên. Thư viện này chính thức mở cửa vào năm 2012, nằm rất gần Tượng đài lớn ở giữa thành phố Chongjin. Thư viện Điện tử tỉnh Hamgyong Bắc có 301 máy tính, tất cả đều chứa đủ sách hướng dẫn khoa học và kỹ thuật, bài giảng dạy ngoại ngữ và các khóa học nghề khác nhau mà du khách đến đây có thể tận dụng.